# Mănăstirea Sfântul Sava
Mănăstirea Savu este o mănăstire ortodoxă din România situată în satul Buda, județul Bacău.
A fost zidită la 1780 de Varnava Ieroschimonah, ce înainte a fost preot de mir în comuna Poduri, cu numele de Vasile.
În 1840, schitul s-a transformat în mănăstire de maici, prima stareță fiind Maica Maria, fiica Preotului Vasile (Ieroschimonahul Varnava, primul ctitor ziditor). Maicile au stat aici până în 1890, când biserica a devenit biserică de mir, iar maicile s-au împrăștiat la alte mănăstiri.
În 1906, schitul a fost reînființat de Episcopul Gherasim Safirin al Romanului care trimite ca stareț pe protos. Ianuarie Popescu, care a administrat și gospodărit bunurile mânăstirii până în anul 1908, când a plecat la Schitul Măgura.
Mănăstirea Sfântul Sava este și numele fostei mănăstiri din cadrul Academiei Domnești din București, demolată undeva pe la 1860, pentru a face loc bulevardului Carol I.